# Amro Jenyat
Amro Jenyat (tiếng Ả Rập: عمرو جنيات; sinh ngày 15 tháng 1 năm 1993) là một cầu thủ bóng đá Syria thi đấu cho Al-Wahda ở Giải bóng đá vô địch quốc gia Syria.

## Đời sống cá nhân
Amro là em trai của cầu thủ bóng đá quốc gia Syria Aatef Jenyat.

## Sự nghiệp câu lạc bộ
Ngày 20 tháng 8 năm 2014, anh ký một bản hợp đồng với Al-Shabab Club của Oman. Anh ra mắt Giải bóng đá vô địch quốc gia Oman debut ngày 11 tháng 9 năm 2014 trong trận hòa 2-2 trước Bowsher Club.

## Sự nghiệp quốc tế
Amro Jenyat hiện tại là thành viên của đội tuyển U-20 Syria.

## Bàn thắng quốc tế
Bàn thắng và kết quả của Syria được để trước:
| # | Thời gian           | Địa điểm           | Đối thủ   | Bàn thắng | Kết quả | Giải đấu |
| - | ------------------- | ------------------ | --------- | --------- | ------- | -------- |
| 1 | 9 tháng 11 năm 2016 | Seremban, Malaysia | Singapore | 1–0       | 2–0     | Giao hữu |